# Jan Ammann
Jan Ammann (* 25. August 1975 in Coesfeld) ist ein deutscher Sänger (Bariton), Musicaldarsteller und Schauspieler.

## Leben
Ammann nahm bereits während der Schulzeit Gesangsunterricht und gewann Preise bei Jugend musiziert. Im Anschluss absolvierte er eine klassische Gesangsausbildung. Er lernte überwiegend bei Douglas Yates, Houston, mit dem er einige Jahre arbeitete und erhielt Stipendien an der Rice-University in Houston, Texas.
Jan Ammann hat in seinen 20ern auch als Model für Unterwäsche gearbeitet.
Später folgten zahlreiche Meisterkurse, unter anderem bei Neil Semer in New York und Norman Shetler am Mozarteum Salzburg, sowie einige Semester an der Hochschule für Musik und Theater München. Während des Studiums wurde er für die Titelrolle im Musical Ludwig II. – Sehnsucht nach dem Paradies engagiert. Zuvor trat er bereits als Tony in West Side Story auf der Freilichtbühne Coesfeld auf. Es folgten zwei weitere Ausbildungsjahre in den USA. Dort absolvierte er zunächst weitere Schauspielkurse am North Hollywood Acting Center (NOHO) in Los Angeles. Danach besuchte er die Pepperdine University in Malibu.
Nach der Rückkehr nach Deutschland trat er im März 2005 in Füssen als Ludwig in der Welturaufführung eines neuen Musicals über den Märchenkönig auf. Nach dem Ende der Laufzeit im Januar 2007 war er in der deutschen Erstaufführung des katalanischen Musicals Mar i Cel am Opernhaus Halle als Piratenkapitän Said zu sehen. Parallel übernahm er im Sommer 2007 für einige Monate die männliche Titelrolle in Die Schöne und das Biest im Theater am Potsdamer Platz in Berlin. Im Sommer 2008 wurde er bei den renommierten Bad Hersfelder Festspielen für seine Titelrolle im Musical Jekyll & Hyde mit dem Publikumspreis ausgezeichnet.
Von November 2008 bis Januar 2010 spielte Ammann in Oberhausen die Hauptrolle des Grafen von Krolock in Tanz der Vampire. Ab Februar 2010 übernahm er in Stuttgart wieder diese Rolle, welche er bis zum 16. Oktober 2011 – dem Ende der Stuttgarter Produktion – in Erstbesetzung dargestellte. Im Mai 2012 übernahm Jan Ammann, ebenfalls in Stuttgart, die männliche Hauptrolle in dem Musical Rebecca. Hier war er bis Januar 2013 in der Rolle des Maxim de Winter zu sehen. Im Juli 2014 übernahm Ammann die Rolle des Kerchak im Stuttgarter Musical Tarzan.
Am 30. Oktober 2010 veröffentlichte Ammann seine erste Solo-CD mit dem Titel Musical.
Zusammen mit Christian Alexander Müller, Mark Seibert und Patrick Stanke gehört Ammann seit 2010 zu den Gründungsmitgliedern der Musical Tenors. Im Jahr 2011 stellte er im Stuttgarter Rathaus der Öffentlichkeit einige seiner Arbeiten als Fotokünstler vor.
Von Oktober 2011 bis März 2012 ging Ammann mit seinem ersten Soloprogramm Lampenfieber auf Deutschlandtournee. Das Programm umfasste Musicaltitel, Popsongs und Chansons. Eine Ende 2012 veröffentlichte Live-Doppel-CD dokumentiert das Programm.
Im Herbst 2012 war Ammann in der Sat.1-TV-Serie Der Cop und der Snob in der Episode „Das Flauchermädchen“ als Opernsänger Moritz von Redloff zu sehen. 2012 übernahm er im Stuttgarter Palladium-Theater im Musical Rebecca erneut die Rolle des Maxim de Winter.
Im Sommer 2013 verkörperte er bei den Bad Hersfelder Festspielen im Musical Showboat die Hauptrolle des Gaylord Ravenal. Von November 2013 bis Februar 2014 stand Jan Ammann im Alten Schauspielhaus in Stuttgart in dem Musical Victor/Victoria als King Marchand auf der Bühne. Ab dem 1. Juli 2014 verkörperte er im Stage Apollo Theater Stuttgart die Rolle des Kerchak in dem Disney-Musical Tarzan. 2014 wurde außerdem seine Solo-CD Farbenblind veröffentlicht. Mit dem gleichnamigen Live-Programm tourte er im Anschluss durch Deutschland – eine Wiederaufnahme-Tournee fand im Frühjahr 2015 statt.
Im Rahmen des neuen Konzertprojektes The Milestones Project gab Jan Ammann an der Seite von Andreas Bieber, Mark Seibert und Volkan Baydar im Mai 2015 sieben Konzerte in Oberhausen, Berlin, Stuttgart und Wien.
Im Sommer 2017 kehrte er für neun Auftritte zurück ins Festspielhaus nach Füssen, um erneut im Musical Ludwig II. die Titelpartie zu spielen. Gleichzeitig stand er im Sommer 2017 bei den Freilichtspielen Tecklenburg wieder als Maxim de Winter in Rebecca auf der Bühne.
Nach einer weiteren Zwischenstation als Graf von Krolock in Hamburg (Theater an der Elbe, bis 30. November 2017) zog es Jan Ammann nach Leipzig an die Musikalische Komödie der Oper Leipzig. Dort wurde unter Regisseur Cusch Jung die deutsche Erstaufführung von Doktor Schiwago inszeniert. Ammann übernahm die Titelrolle des Doktor Jurij Schiwago. Die Premiere fand am 27. Januar 2018 statt. Es folgten bis Dezember 2018 Vorstellungen in Leipzig sowie als Gastspiel in Friedrichshafen.
Von März 2018 an übernahm er an diversen Spielstätten (Stuttgart, Füssen, Neunkirchen) die Rolle des Markgraf Gerold im Musical Die Päpstin, inszeniert von Benjamin Sahler (Big Dimension).
Im Sommer 2018 spielte er in Füssen erneut die Rolle des König Ludwig in Ludwig² und an gleicher Stelle schlüpfte er im Oktober 2018 in die Rolle des Wotan im Rock-Musical Der Ring von Frank Nimsgern.
Ebenfalls 2018 erlebten die Musical Tenors ein Comeback, bis Januar 2019 wurden zahlreiche Konzerte in Berlin, Oberhausen, Wien, Hamburg und Filderstadt gegeben. Jan Ammanns neue Konzertreihe, A Musical Love Story, feierte im Januar 2019 in Berlin Premiere.
Im Sommer 2019 übernahm er auch in der Doktor Schiwago-Inszenierung der Freilichtspiele Tecklenburg unter der Regie von Ulrich Wiggers die Titelrolle. Hierfür wurde er bei den BroadwayWorld Awards 2019 (Germany) als „Best Actor in a Musical“ ausgezeichnet.
Seit März 2021 ist er in einer Hauptrolle als Chris Weigel in der RTL-Serie Unter uns zu sehen.

## Soziales Engagement
Im Juli 2011 übernahm Ammann die 12-monatige Schirmherrschaft für den Verein Neue Wege e. V., der sich den Herausforderungen von Jugendkriminalität stellt.
Er hat eine Patenschaft für mehrere Kinder bei World Vision und sammelt immer wieder Spenden für das gesamte Projekt.

## Rollen
- West Side Story (Coesfeld, Freilichtbühne) 06-08/1996 als Tony
- Ludwig II. – Sehnsucht nach dem Paradies (Füssen, Ludwigs Festspielhaus) 04/2000 – 12/2003 – als Ludwig II.
- Ludwig² – Der Mythos lebt (Füssen, Ludwigs Festspielhaus) 03/2005 – 01/2007 – als Ludwig II.
- Mar i Cel (Halle (Saale), Opernhaus Halle) 03/2007 – 05/2007 – als Said
- Disneys Die Schöne und das Biest (Berlin, Theater am Potsdamer Platz) 05/2007 – 08/2007 – als Das Biest
- Jekyll & Hyde (Bad Hersfeld) 06/2008 – 08/2008 als Dr. Jekyll
- Tanz der Vampire (Oberhausen, Metronom Theater) 11/2008 – 01/2010 – als Graf von Krolock
- Tanz der Vampire (Stuttgart, Palladium Theater) 02/2010 – 10/2011 – als Graf von Krolock
- Rebecca (Stuttgart, Palladium Theater) 05/2012 – 1/2013 – als Maxim de Winter
- Show Boat (Bad Hersfelder Festspiele) 06/2013 – 08/2013 – als Ravenal
- Victor/Victoria (Stuttgart, Altes Schauspielhaus) 12/2013 – 02/2014 – als King Marchan
- Tarzan (Stuttgart, Apollo Theater) 07/2014 – 05/2016 – als Kerchak[10]
- Tanz der Vampire (Berlin, Theater des Westens) 07/2016 – 09/2016 – als Graf von Krolock
- Tanz der Vampire (München, Deutsches Theater) 11/2016 – 01/2017 – als Graf von Krolock
- Tanz der Vampire (Stuttgart, Palladium Theater) 05/2017 – als Graf von Krolock
- Rebecca (Freilichtspiele Tecklenburg) 07/2017 – 09/2017 – als Maxim de Winter
- Ludwig² (Füssen, Ludwigs Festspielhaus) 08/2017 – als Ludwig II.
- Tanz der Vampire (Hamburg, Theater an der Elbe) 10/2017 – 11/2017 – als Graf von Krolock
- Dr. Schiwago (Leipzig, Musikalische Komödie) 01/2018 – 06/2018 – als Dr. Jurij Schiwago (zwölf Aufführungen)
- Die Päpstin (Stuttgart, Schauspielhaus) 03/2018 – als Gerold
- Ludwig² (Füssen, Ludwigs Festspielhaus) 05/2018 – 09/2018 – als Ludwig II.
- Der Ring (Füssen, Ludwigs Festspielhaus) 10/2018 – als Wotan
- Die Päpstin (Füssen, Ludwigs Festspielhaus) 11/2018 – als Gerold
- Dr. Schiwago (Leipzig, Musikalische Komödie) 11/2018 – 12/2018  – als Dr. Jurij Schiwago (fünf Aufführungen sowie 2 Vorstellungen Friedrichshafen, Gastspiel Graf-Zeppelin-Haus)
- Die Päpstin (Neunkirchen, Gebläsehalle) 12/2018 – als Gerold
- Ludwig² (Füssen, Ludwigs Festspielhaus) 05/2019 – 12/2019 – als Ludwig II.
- Dr. Schiwago (Freilichtspiele Tecklenburg) 07/2019 – 09/2019 – als Dr. Jurij Schiwago
- Der Ring (Füssen, Ludwigs Festspielhaus) 10/2019 – als Wotan
- Ludwig² (Füssen, Ludwigs Festspielhaus) 01/2020 – als Ludwig II.

## Auszeichnungen
- 2008: Publikumspreis der Bad Hersfelder Festspiele für die Rolle „Jekyll/Hyde“ im gleichnamigen Musical.
- 1. Platz Jugend musiziert.
- 2011: Auszeichnung der Musicalzeitschrift DA CAPO als „Bester Musicaldarsteller 2011 in einer Long-Run-Produktion“ mit dem DA-CAPO-Musical-Award.
- 2012: Auszeichnung der Musicalzeitschrift DA CAPO als „Bester Musicaldarsteller 2012 in einer Long-Run-Produktion“ mit dem DA-CAPO-Musical-Award.
- 2012 „Bester Darsteller des Jahres“, Leserwahl der Zeitschrift Musical, für seine Rolle als Maxim de Winter in Rebecca (Stuttgart).
- 2017 „Bester Darsteller“, Leserwahl der Freilichtbühne Tecklenburg
- 2019 „Best Actor in a Musical (commercial)“ für seine Rolle als Dr. Schiwago (Freilichtspiele Tecklenburg)

## Diskografie

### Solo
- 2010: Jan Ammann – Musical
- 2011: Musical Tenors – Musical Tenors
- 2012: Jan Ammann – Lampenfieber: Das Live Album
- 2014: Jan Ammann – Farbenblind
- 2016: Jan Ammann – Wunder geschehen
- 2020: A Musical Love Story + DVD

### Musical
- 2005: Ludwig² Highlights des neuen Musicals
- 2006: Ludwig² CD mit Bonus-DVD
- 2014: Rebecca
- 2015: Moulin Rouge Story